# 十国春秋
『十国春秋』（じっこくしゅんじゅう）は、中国の五代十国時代の歴史を記した紀伝体の歴史書である。114巻。清初の康熙8年（1669年）、呉任臣の撰による。

## 概要
本書は、十国の君主の事蹟を、清初に見られた、五代・宋代の各種の雑史・野史・地誌・筆記等の文献資料から採録している。これは、欧陽脩の手になる『新五代史』の中の「十国世家」の記述に遺漏が見られることによるものである。

### 構成
- 呉14巻
- 南唐20巻
- 前蜀13巻
- 後蜀10巻
- 南漢9巻
- 楚10巻
- 呉越13巻
- 閩10巻
- 荊南4巻
- 北漢5巻
- 十国紀元表1巻
- 十国世系表1巻
- 十国地理表2巻
- 十国藩鎮表1巻
- 十国百官表1巻

### 評価
新旧五代史には見られない貴重な史料を含んでおり、五代十国史の研究には必須の文献である。洪亮吉の『北江詩話』や『越縵堂読書記』で、非常に高く評価している。『四庫全書総目提要』でも、欧陽脩の『新五代史』が『晋書』「載記」の例にならって、詳しくないのを、雑史や小説等の言によって補ったものと評価している。
末尾には、乾隆53年（1788年）に本書を重刊した周昂による跋と、「拾遺」1巻「備攷」1巻が附されている。